# (15530) Kuber
(15530) Kuber est un astéroïde de la ceinture principale.

## Description
(15530) Kuber est un astéroïde de la ceinture principale. Il fut découvert le 5 janvier 2000 à Socorro (Nouveau-Mexique) par le projet LINEAR. Il présente une orbite caractérisée par un demi-grand axe de 2,31 UA, une excentricité de 0,16 et une inclinaison de 5,7° par rapport à l'écliptique.

## Compléments